# Ruben Jesajan
Ruben Tatewosowicz Jesajan (ros. Рубен Татевосович Есаян, orm. Ռուբեն Եսայան, ur. 24 listopada 1946 w Erywaniu) – rosyjski pilot doświadczalny, Bohater Federacji Rosyjskiej.

## Życiorys
Urodził się w rodzinie ormiańskiego lekarza wojskowego. Od 17 roku życia jest związany z lotnictwem, uczył się w aeroklubie, w 1968 ukończył szkołę lotnictwa cywilnego im. Gagarina, w 1979 Akademię Lotnictwa Cywilnego w Leningradzie, a w 1987 Szkołę Lotników Doświadczalnych Ministerstwa Przemysłu Lotniczego ZSRR im. Gromowa. Pracował w Zarządzie Lotnictwa Cywilnego Armeńskiej SRR, 1981-1984 był komenderowany służbowo do Angoli jako dowódca załogi Jaka-40 Ministerstwa Obrony Angoli, wykonał wiele lotów w rejony działań wojny domowej w Angoli. W 1983 podczas startu z lotniska w Luandzie pilotowany przez niego samolot został trafiony ogniem artyleryjskim i zapalił się, jednak Jesajan zdołał wylądować. Od 1986 pracował w Naukowo-Badawczym Instytucie Lotnictwa Cywilnego, testując wiele modeli samolotów. W 2004 samolotem-amfibią Be-200 ustanowił 5 światowych rekordów lotniczych. W 2001 wykonał Iłem-76 lot na Antarktydę, wykonując lądowanie na lodowcu, a w 2007 lot na polarną stację "Wostok". Wykonał ponad 80 lotów na Biegun Południowy i centralne rejony Antarktydy. Do 2010 uzyskał nalot ok. 16 000 godzin. W 2014 został zastępcą dyrektora generalnego - szefem lotniczego centrum doświadczalnego Federacyjnego Państwowego Unitarnego Przedsiębiorstwa "Państwowy Naukowo-Badawczy Instytut Lotnictwa Cywilnego". 10 września 1999 otrzymał tytuł Zasłużonego Pilota Doświadczalnego Federacji Rosyjskiej. Mieszka w Moskwie.

## Odznaczenia
- Bohater Federacji Rosyjskiej (29 maja 2006)
- Order Męstwa (27 marca 2006)
- Order Przyjaźni Narodów (1985)